# Klooster en kerk van Maria Boodschap (Šumperk)

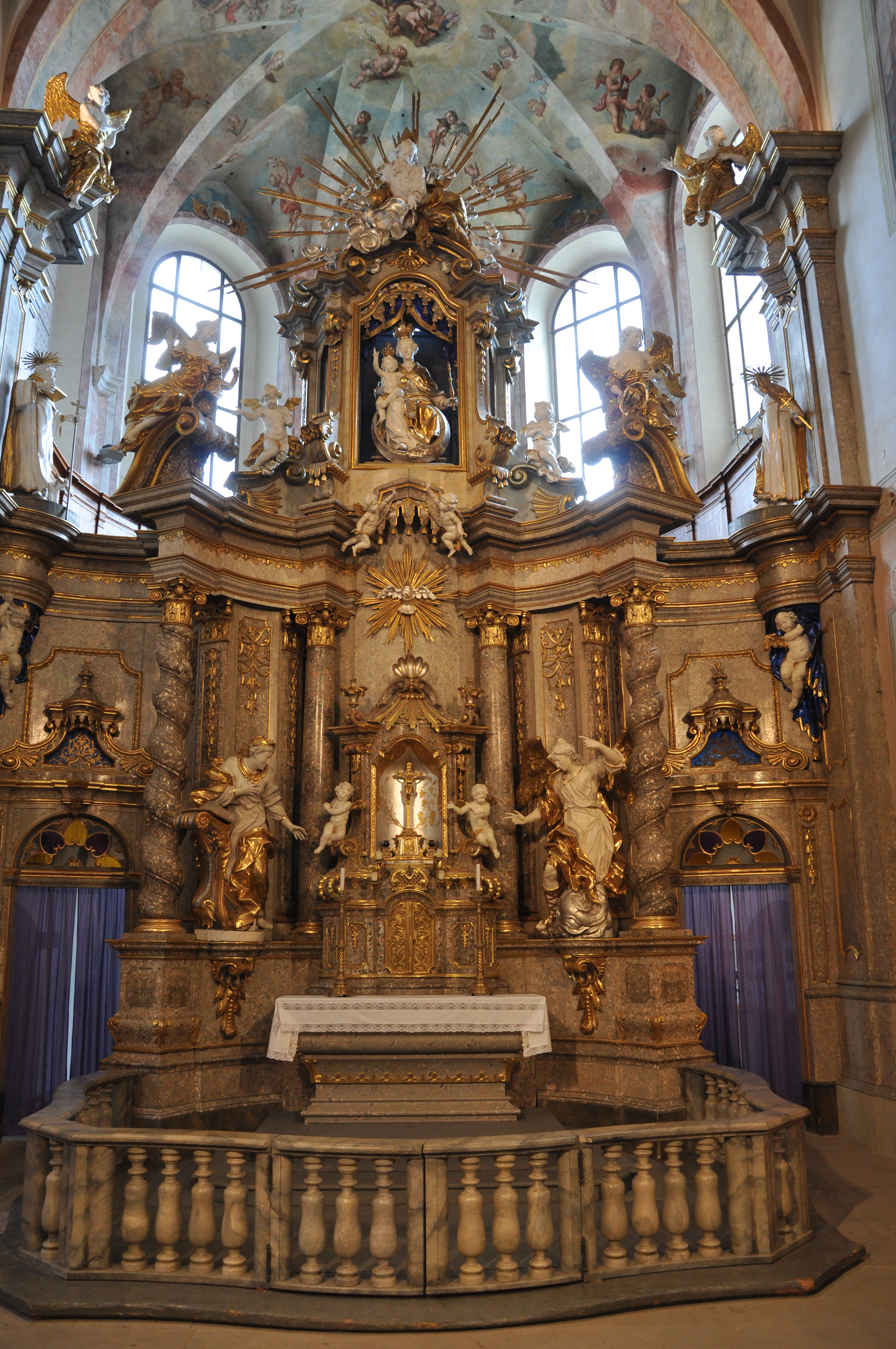
Kerk van Maria Boodschap; interieur

De Kerk van Maria-Boodschap (Tsjechisch: Kostel Zvěstování Panny Marie) in Šumperk in Tsjechië hoorde vroeger bij een dominicaner klooster, dat werd gesticht in de dertiende eeuw.
De oorspronkelijke gotische vorm van de hoofdkerk is na enkele verbouwingen gespaard gebleven. Het huidige barokke uiterlijk van de kerk is het gevolg van een reconstructie na een grote brand in 1669; de zijkapel, genaamd naar de heilige Jan van Nepomuk, is aangebouwd in 1730. Het prachtige en ook waardevolle barokke interieur stamt uit eind 17e, begin 18e eeuw.
In het jaar 1784 werd de Dominicaner Orde door keizer Jozef II opgeheven, en het klooster werd omgebouwd tot kazerne. 
In 1990 werd begonnen met de restauratie van de oorspronkelijke kerk, en in april 2005 werd de kerk in gebruik genomen voor het publiek voor culturele doeleinden. In de kerk worden tegenwoordig concerten en voorstellingen gegeven.
De kerk is dagelijks geopend voor bezichtiging.